# Luděk Bukač
Luděk Bukač (ur. 4 sierpnia 1935 w Uściu nad Łabą, zm. 20 kwietnia 2019 w Pradze) – czeski hokeista grający na pozycji napastnika, reprezentant Czechosłowacji, trener hokejowy. Znany z konsekwentnego stosowania praktyk i teorii w hokeju na lodzie. W latach 1998–1999 selekcjoner reprezentacji Polski.

## Przebieg kariery klubowej
- ČLTK Praga (1949–1958)
- Sparta Praga (1959–1961)
- Dukla Jihlava (1961–1963)
- Sparta Praga (1963–1967)

## Kariera
Luděk Bukač karierę rozpoczął w juniorach LTC Praga, skąd przeniósł się do ČLTK Praga, gdzie w 1949 roku rozpoczął profesjonalną karierę, w którym grał do 1958 roku. Następnie w 1959 roku został zawodnikiem Sparty Praga, z którym dwukrotnie zdobył Puchar Tatrzański (1959, 1960) oraz w sezonie 1960/1961 zdobył brązowy medal mistrzostw Czechosłowacji. Sukces ten powtórzył w następnym sezonie w barwach Dukla Jihlava, którego reprezentował w latach 1961–1963. Potem wrócił do Sparty Praga, z którym zdobył wicemistrzostwo (1967) oraz brązowy medal mistrzostw Czechosłowacji (1965) i w którym w 1967 roku zakończył karierę. Łącznie w ekstralidze czechosłowackiej w ciągu 13 sezonów rozegrał 330 meczów, w których strzelił 153 gole.

## Kariera reprezentacyjna
Luděk Bukač łącznie w latach 1960–1963 w reprezentacji Czechosłowacji rozegrał 30 meczów, w których strzelił 11 goli. Z reprezentacją Czechosłowacji zdobył w Szwajcarii wicemistrzostwo świata (1961 – 7 meczów, 2 gole) oraz brązowy medal wicemistrzostwo świata (1963 – 5 meczów, 3 gole) w Sztokholmie.

### Statystyki
| Rok                | Drużyna            | Turniej            | Miejsce            |    | M  | G |
| ------------------ | ------------------ | ------------------ | ------------------ | -- | -- | - |
| 1961               | Czechosłowacja     | Int.               | -                  | 2  | 0  |   |
| 1961               | Czechosłowacja     | MŚ                 | 2                  | 7  | 2  |   |
| 1962               | Czechosłowacja     | Int.               | -                  | 9  | 4  |   |
| 1963               | Czechosłowacja     | Int.               | -                  | 7  | 2  |   |
| 1963               | Czechosłowacja     | MŚ                 | 3                  | 5  | 3  |   |
| Ogółem jako senior | Ogółem jako senior | Ogółem jako senior | Ogółem jako senior | 30 | 11 |   |

## Kariera trenerska
- Sparta Praga (1967–1969)
- VSŽ Koszyce (1969–1970)
- Motor Czeskie Budziejowice (1971–1973)
- Sparta Praga (1973–1980)
- Czechosłowacja (1979]–1980) – asystent
- Czechosłowacja (1980–1985)
- Austria (1986–1991)
- Niemcy (1991–1994)
- Czechy (1994–1997)
- Polska (1997–1998) – dyrektor
- Polska (1998–1999)

Luděk Bukač po zakończeniu kariery zawodniczej rozpoczął karierę trenerską, w której odnosił zdecydowanie większe sukcesy. W latach 1967–1969 trenował Spartę Praga, z którym w sezonie 1967/1968 zdobył brązowy medal mistrzostw Czechosłowacji. Następnie był trenerem VSŽ Koszyce (1969–1970) i Motoru Czeskie Budziejowice (1971–1973). W 1973 roku wrócił do Sparty Praga, z którym zdobył wicemistrzostwo (1974) i brązowy medal mistrzostw Czechosłowacji (1977) oraz Puchar Tatrzański w sezonie 1980. W 1980 roku odszedł z klubu.
W latach 1979–1980 był asystentem Karela Guta, a w latach 1980–1985 w reprezentacji Czechosłowacji, która pod wodzą Bukača odniosła szereg sukcesów na międzynarodowych imprezach: mistrzostwo (1985 jako gospodarz), wicemistrzostwo (1982, 1983) oraz brązowy medal mistrzostw świata (1981), a także srebrny medal igrzysk olimpijskich 1984 w Sarajewie oraz 3. miejsce w Canada Cup 1981.
Potem w latach 1986–1991 prowadził występującą wówczas w Grupie B mistrzostw świata reprezentację Austrii, która pod jego wodzą ani razu nie awansowała do Grupy A tego turnieju oraz wystąpiła na igrzyskach olimpijskich 1988 w Calgary (10. miejsce). Potem w latach 1991–1994 prowadził reprezentację Niemiec, która pod jego wodzą zajęła 6. miejsce na igrzyskach olimpijskich 1992 w Albertville oraz wystąpiła w trzech turniejach o mistrzostwo świata: (1992 – 6. miejsce, 1993 – 5. miejsce, 1994 – 9. miejsce)
W 1994 roku został selekcjonerem reprezentacji Czech, z którą w 1996 w austriackim Wiedniu zdobyła mistrzostwo świata. Po nieudanym dla reprezentacji Czech Pucharze Świata 1996, w którym odpadła w fazie grupowej, Bukač podał się do dymisji.
W 1997 roku wraz z Janem Eysseltem przyjechał do Polski, by objąć stanowisko dyrektora, a Eysselt selekcjonera reprezentacji Polski. Po nieudanych mistrzostwach świata 1998 Grupy B w Słowenii, na których reprezentacja Polski zajęła 7. miejsce, Bukač zastąpił Jana Eysselta na stanowisku selekcjonera reprezentacji Polski, która pod jego wodzą zajęła 7. miejsce na mistrzostwach świata 1999 Grupy B w Danii. Po tym turnieju Luděk Bukač przeszedł na emeryturę.

## Inna działalność
Luděk Bukač jeszcze w czasie kariery zawodniczej odbywał staże trenerskie w kanadyjskim klubie ligi CPHL – Oklahoma City Blazers w 1965 roku oraz w radzieckim CSKA Moskwa w 1966 roku. Jest także autorem około 30 artykułów naukowych i podręczników metodycznych, tym wraz z Vladimírem Šafaříkiem współautorem książki pt. Obrana v ledním hokeji (pl. Obrona w hokeju na lodzie). W Czechosłowacji i za granicą opublikował ponad 100 artykułów naukowych. Wykładał na seminariach i na uniwersytetach w Kanadzie, Szwecji, Finlandii, Szwajcarii, Włoch i Austrii. Po zakończeniu kariery trenerskiej był stałym gościem w studiu podczas transmisji meczów reprezentacji Czech podczas imprez międzynarodowych. W 2003 roku wziął udział w filmie dokumentalnym pt. Hokej v srdci – Srdce v hokeji (pl. Hokej w sercu – Serce w hokeju).
W 1991 roku wraz z synem Ludkiem jr. założył szkołę hokeja na lodzie, a w 1999 roku zgłosił chęć kandydowania na stanowiska prezesa Czeskiego Związku Hokeja na Lodzie (ČSLH).
Zmarł 20 kwietnia 2019 roku w wieku 83 lat.

## Sukcesy

### Zawodnicze
Sparta Praga
- Wicemistrzostwo Czechosłowacji: 1967
- Brązowy medal mistrzostw Czechosłowacji: 1961, 1965
- Puchar Tatrzański: 1959, 1960

Dukla Jihlava
- Brązowy medal mistrzostw Czechosłowacji: 1962

Reprezentacyjne
- Wicemistrzostwo świata: 1961
- Brązowy medal wicemistrzostwo świata: 1963

### Trenerskie
Sparta Praga
- Wicemistrzostwo Czechosłowacji: 1974
- Brązowy medal mistrzostw Czechosłowacji: 1968, 1977
- Puchar Tatrzański: 1980

Reprezentacja Czechosłowacji
- Mistrzostwo świata: 1985
- Wicemistrzostwo świata: 1982, 1983
- Brązowy medal mistrzostw świata: 1981
- Wicemistrzostwo olimpijskie: 1984
- Brązowy medal Canada Cup: 1981

Reprezentacja Czech
- Mistrzostwo świata: 1996

## Życie prywatne
Jego syn Luděk jr (ur. 1967) jest również trenerem hokejowym.

## Publikacje
- Obrana v lednim hokeji, Wydawnictwo „Olympia”, 1971[5].